# Вольваков Сергій Анатолійович
Сергій Анатолійович Вольваков (нар. 26 грудня 1976, м. Харків, УРСР) — український футбольний тренер, колишній футболіст і футзаліст, що грав на позиції воротаря. Серед вихованців Вольвакова — воротар національної збірної України та мадридського «Реалу» Андрій Лунін. У 2020—2025 роках (з перервами) — тренер воротарів «Металіста 1925».

## Біографія

### Кар'єра гравця
Розпочав кар'єру в харківському футзальному клубі ЕХО, за який провів три матчі в Першій лізі — другому дивізіоні чемпіонату України з футзалу. Надалі з 1995 по 2004 роки виступав у складі українських футбольних клубів.
Усього за кар'єру зіграв 51 матч (78 пропущених голів) в Першій лізі чемпіонату України за харківський «Металіст» (сезон 1995/96 і 1996/97) і охтирський «Нафтовик» (сезони 1998/99 та 1999/00).
У Другій лізі провів сумарно 101 гру (112 пропущених м'ячів) у складі «Металіста-2», роменського «Електрона», охтирського «Нафтовика» (сезон 2000/01), сумського «Фрунзенця-Ліга-99», луганського «Шахтаря» та харківського «Геліоса». Команди, за які виступав Вольваков, тричі посідали призові місця в своїй групі Другої ліги: «Нафтовик» і «Геліос» — перше місце в групі В і отримання права на підвищення в класі в сезонах 2000/01 та 2004/05 відповідно, «Шахтар» — друге місце в групі В у сезоні 2002/03. Щоправда, за «Нафтовик» та «Геліос» голкіпер виступав лише в першій частині призового сезону, а за «Шахтар» — лише в другій частині сезону.
Крім цього, за кар'єру провів шість матчів, у яких пропустив шість голів, у Кубку України з футболу.
Також у 1995 та 1999 роках виступав у Чемпіонаті України серед колективів фізкультури за «Локомотив» зі Знам'янки (10 ігор, 12 пропущених м'ячів) та «Енергетик» із Комсомольського (9/−8).
У 2008 році, вже працюючи тренером у структурі ФК «Геліос», п'ять разів потрапляв до заявки основної команди цього клубу на матчі Першої ліги як запасний воротар, але на поле вже не виходив.

### Тренерська кар'єра
Кар'єру тренера розпочав у червні 2005 року, очоливши фарм-клуб харківського «Геліоса», «Геліос-2», який виступав, зокрема, в Чемпіонаті Харківської області. 2 липня 2006 року, після переводу Костянтина Пахомова з посади головного тренера «Геліоса» на посаду очільника «дублю» «сонячних», Вольваков став помічником Пахомова. Рівно через рік Сергій знову став головним тренером «Геліоса-2» та пробув на цій посаді до 17 квітня 2011 року. Після цього він став тренером воротарів головної команди «Геліоса», увійшовши 18 квітня 2011 року до тренерського штабу Володимира Шеховцова. На цій посаді Вольваков пропрацював майже півтора роки.
У 2012—2015 роках був тренером воротарів у академії харківського «Металіста». Серед вихованців Вольвакова в цей період — воротар національної збірної України та мадридського «Реалу» Андрій Лунін.
З грудня 2015 року до червня 2016 року працював тренером воротарів рівненського «Вереса» в тренерських штабах Віктора Богатиря та Володимира Мазяра. За результатами сезону 2015/16 «Верес» посів друге місце в Другій лізі й отримав право на підвищення в класі. 
6 лютого 2017 року повернувся на посаду тренера воротарів першолігового «Геліоса» та перебував у тренерському штабі Сергія Сизихіна до його відставки 5 грудня 2017 року.
Після цього працював у академії харківського «Металіста 1925». У 2019—2020 роках був тренером воротарів у харківському «Авангарді». В лютому 2020 року проходив стажування в іспанському клубі «Реал Ов'єдо», де в той час виступав на правах оренди з мадридського «Реала» вихованець Вольвакова Андрій Лунін.
21 серпня 2020 року був призначений на посаду тренера воротарів «Металіста 1925» у тренерському штабі Валерія Кривенцова. Продовжував працювати тренером воротарів харківської команди в тренерських штабах Едмара, Олега Голодюка та Віктора Скрипника. 29 липня 2024 року, після звільнення Скрипника, головною командою «жовто-синіх» став керувати старший тренер «Металіста 1925-2» Сергій Карпенко зі своїм тренерським штабом, а Вольваков був тимчасово переведений на посаду тренера воротарів «Металіста 1925-2». Менш ніж за місяць, 20 серпня 2024 року, Вольваков повернувся на посаду тренера воротарів «Металіста 1925» у тренерському штабі новопризначеного головного тренера Патріка ван Леувена. Наприкінці зими наступного року Сергія Вольвакова змінив на посаді нідерландський спеціаліст Денніс Гентенар, але Сергій залишився працювати в структурі «Металіста 1925» і став відповідати вже за всю воротарську вертикаль харківського клубу — від академії до першої команди. Через три місяці, в травні 2025 року, після відсторонення від посади ван Леувена, Вольваков знову став тренером воротарів головної команди «Металіста 1925», цього разу вже в штабі Олександра Чижова.

## Досягнення
| - «Нафтовик» (Охтирка): Переможець Другої ліги України: 2000/01, група В - «Шахтар» (Луганськ): Срібний призер Другої ліги України: 2002/03, група В - «Геліос» (Харків): Переможець Другої ліги України: 2004/05, група В | - Заслужений тренер України - «Верес» (Рівне): Срібний призер Другої ліги України: 2015/16 - «Металіст 1925» (Харків): Бронзовий призер Першої ліги України (2): 2020/21, 2024/25 |  |